# Chen Boda
Pour les articles homonymes, voir Chen.
Dans ce nom chinois, le nom de famille, Chen, précède le nom personnel.
Chen Boda (chinois simplifié : 陈伯达, chinois traditionnel : 陳伯達, Wade–Giles : Chén Pó-tá), né  le 29 juillet 1904 dans le xian de Hui'an dans la province du Fujian et mort le 20 septembre 1989 à Pékin, est un homme politique chinois, qui fut un éminent interprète de la politique de Mao Zedong et devint, pendant la révolution culturelle, le porte-parole du Parti communiste chinois, en prenant la tête du groupe de la révolution culturelle.

## Biographie
Issu d'une famille de paysans pauvres, il ne peut poursuivre ses études. Il se met au service d'un seigneur de la guerre qui l'emploie comme secrétaire. Il adhère au Parti communiste chinois en 1927. En 1926-1927, il participe à l'expédition du Nord, entreprise par le Guomindang de Tchang Kaï-chek pour réunifier la Chine. Il part ensuite étudier quatre ans en Russie. Il retourne en Chine en 1930 et devient enseignant à Pékin. En 1937, il devient le secrétaire particulier de Mao. Il enseigne alors à Yan'an. En 1951, il écrit un livre sur Mao et la révolution chinoise. Il est l'un des plus grands interprètes de la pensée de Mao. En 1958, il devient rédacteur en chef du journal du parti : Hongqi (en) (Le Drapeau Rouge). Il est membre du 8e Politburo du PCC.
En mai 1966, Mao Zedong désigne à la tête du journal Le Quotidien du Peuple Chen Boda ce qui lui permet d'en contrôler la ligne éditoriale. Il atteint le sommet de sa carrière quand il prend la tête du groupe de la révolution culturelle, en 1966. Il fait alors partie des cinq plus grandes personnalités du parti. Il est conseillé par Kang Sheng, le chef de la police secrète, et assisté par Jiang Qing, Yao Wenyuan, Zhang Chunqiao, Wang Li, des cadres expérimentés du PCC, et de jeunes idéologues comme Qi Benyu et Guan Feng. Mao déclare la fin de la révolution culturelle en octobre 1968. À l'issue du IXe congrès du PCC en 1969, Chen Boda devient l'un des cinq principaux membres du 9e Politburo du PCC. Lors de ce congrès, Lin Biao, assisté par Chen Boda, est désigné comme le successeur de Mao. Lin dispute le pouvoir à deux autres factions : les technocrates de Zhou Enlai et la bande des Quatre de Jiang Qing — alors appelée la « bande de Shanghai ». Ces factions reçoivent tour à tour le soutien de Mao. Mais la faction de Lin Biao et Chen Boda indispose progressivement Mao.
En août 1970, au cours de la réunion du comité central du parti à Luscha, Chen Boda propose le rétablissement du poste de président de la République. Depuis l'exclusion du parti de Liu Shaoqi pendant la révolution culturelle, le poste est resté vacant. Mais Mao n'en veut pas. C'est donc Lin qui l'aurait occupé. Mao utilise cette maladresse pour écarter peu à peu tous les proches de Lin Biao. En 1971, Lin et Chen sont accusés d'avoir participé à un complot contre Mao. Lin périt mystérieusement dans un accident d'avion, tandis que Chen Boda est emprisonné. Lors du Xe congrès du PCC en 1973, il est démis de toutes ses fonctions au sein du parti. En novembre 1980, âgé de 76 ans, il est jugé avec des membres de la bande des Quatre pour leurs excès pendant la révolution culturelle. Il est condamné à dix-huit ans de réclusion. Cependant, il est libéré peu après, en raison de sa santé fragile. Il meurt chez lui en 1989 à Pékin.